# 詩琳·娜夏特
诗琳·娜夏特（波斯語：شیرین نشاط，1957年3月26日—），伊朗女性視覺藝術家，主要以電影、影像與攝影作品聞名，目前定居於紐約。 早期的藝術創作帶有政治色彩，在電影敘事上較為抽象，關注性別、身份及社會議題，創作題材主要圍繞伊斯蘭教與西方、女性與男性、公眾生活與私人生活、古代與現代之間的對比，並將這些主題聯繫起來。
內夏特一生中的大部分時間都在其家乡伊朗以外的地区度过， 但其艺术创作的核心素材始终源于青年时期在伊朗的生活经历 ，只是她採用了與穆斯林傳統藝術截然不同的魔幻現實主義藝術形式，去對當代穆斯林國家宗教世俗的弊端陋習進行了批判，這種獨特的藝術表現形式為她在當代藝術界贏得了一席之地，透過她所拍攝的照片和影片，大眾得以一窺形塑全世界穆斯林婦女形象的文化、宗教和政治真實面。
其作品被多家国际顶尖艺术机构永久收藏，包括 ：
英國倫敦泰特美術館、美國紐約現代藝術博物館、美國紐約古根漢姆博物館、以色列特拉維夫藝術博物館、美國明尼蘇達沃克藝術中心以及法國巴黎龐畢度國家藝術和文化中心。

## 生平
內夏特是家中第四個孩子，在伊朗西北部的宗教小鎮加茲溫長大，成長於溫暖且為虔誠穆斯林的家庭環境。透過祖父母學習到了傳統的宗教價值觀，父親是一名醫生，母親則是家庭主婦。內夏特原本就讀於德黑蘭的一所天主教寄宿學校，但在西方女權主義的影響下，她的父親鼓勵女兒們與兒子們一樣，能夠成為一個個體、去學習、去冒險、去看世界，所以他便提供孩子們接受高等教育。
1975年，內夏特離開伊朗到美國學習藝術，先至舊金山灣區就讀加利福尼亞多明尼克大學，而後她於加州大學柏克萊分校取得藝術學士、碩士與博士學位。內夏特1983年由加州大學伯克利分校畢業後，便很快的移居到紐約，與丈夫一同管理非營利藝術空間Storefront for Art and Architecture，主要積極推動建築、設計和藝術的創意組織，那之後的十年間她很少進行藝術創作。
在伊朗伊斯蘭革命領袖魯霍拉·穆薩維·何梅尼逝世後，內夏特終於在1990年回到伊朗，而伊朗的變化使她感到震驚，因為人們於公眾場合的服裝與行為規範已經與她記憶中的模樣相差甚遠。當時的統治階級對於女性的種種限制法規頻出不窮，比如婦女在公眾場合必須身著長袍，而且不得露出臉部，甚至連在公眾場合唱歌也被禁止。與此同時可蘭經中殉道者的照片隨處可見，整個伊朗籠罩在伊斯蘭極端教義的統治之下。這次探親的經歷也給了她作為藝術家的刺激和靈感，再加上藝術空間的管理經驗彷彿文化實驗室，使內夏特接觸了許多創作者、藝術家、建築師與哲學家，這十年經驗也成為內夏特的創作養分，再次地激發了她對藝術的熱情，從1993年後開始重新認真地投入藝術創作。
2009年，她以電影處女作《沒有男人，女人更美》獲得最佳導演銀獅獎。2013年，她擔任第63屆柏林影展正式競賽片的評審團成員。

## 藝術創作
內夏特最早的作品以攝影為主，如《揭開面紗》（Unveiling , 1993）、《阿拉的女人》（Women of Allah, 1993–97），這系列作品以觀念性的方式，探討了伊朗伊斯蘭原教旨主義及激進主義有關的女性觀念，敘述1979年伊朗伊斯蘭革命中女性戰士們的故事，每張照片皆在女性身上（眼睛、臉、手、足部）書寫了波斯文書法，透過強調這些文字的視覺性 ，並非否認這些文字對理解內夏特作品的重要。事實剛好相反，無法理解這些文本，就錯失了解讀內夏特作品及其中所隱含的模稜兩可的複雜性，甚至可能造成誤解。
如《反叛的沉默》作品中，女性臉上所書寫的銘文取自Tahereh Saffarzadeh的詩歌《Allegiance with wakefulness》，詩歌內容涵蓋了殉難、革命的女性等主題。這些照片大多數以自己為人物主角，可見內夏特身著黑袍，並且在臉上、手上和腳上寫滿了波斯文詩歌，並且透過不同的角度來拍攝她身體的局部或整體，在部分攝影作品中她還拿著各種武器，比如匕首、長劍或者槍枝。這一系列攝影作品展覽很快地引起了西方藝術界的關注。
她的作品涉及穆斯林文化、社會、宗教法規、男性與女性等議題，在伊朗伊斯蘭革命之後最明顯的變化，便是要求所有婦女在公共場合戴上面紗，儘管許多穆斯林婦女認為這種規範賦予了她們的宗教身份並予以肯定，但在西方人眼中卻將面紗視為伊斯蘭壓迫婦女的符碼。透過展出極具個人色彩的影像藝術，內夏特引起人們對於伊斯蘭女性地位與生活現狀的關注，透過作品讓大眾反思，這個形塑全世界穆斯林婦女形象的社會、宗教、政治真實面為何，也創造出夾雜在東方與西方、傳統與世俗、表達與譴責之間的伊斯蘭社會。
完成《真主的女人》系列作品之後，內夏特在藝術創作上變得更有野心，除了圖像創作之外更在伊朗電影導演Abbas Kiarostami的啟發下，開始進行錄像創作。如《錨定》（Anchorage , 1996）、《網絡下的陰影》（Shadow under the Web, 1997）、《湍流》（Turbulent , 1998）、《狂喜》（Rapture , 1999）和《獨白》（Soliloquy, 1999）等作品。1999年內夏特的短片作品《湍流》和《狂喜》獲得了第48屆威尼斯雙年展的國際獎，1999年5月在芝加哥藝術學院舉行全球首映後，獲得了評論界和觀眾的認可。
創作媒介的轉換也使內夏特從藝術界跨足到電影界，不斷變化的藝術形式使她朝電影藝術出發，2009年的電影作品 《沒有男人，女人更美》（Women Without Me），取材於備受爭議的伊朗知名女作家Shahrnoush Parsipour 1989年的同名小說《沒有男人，女人更美》，另外還加上一個妓女的素材。
故事發生在上世紀中期的德黑蘭，就是伊朗的民選首相穆罕穆德·摩薩特被政變推翻的那個時期，四個女性的命運互相交織在一起：一個從妓院裡逃出來的患有嚴重厭食症的少女，滿懷恐懼慌不擇路；一個懷有地下黨組織任務，激動和恐懼交織的女人；第三個是中年婦女，她放肆得和年輕的情人調情，藉此來刺激自己的丈夫；而最後一個是瘋狂地愛上一個宗教狂熱分子的虔誠女教徒，儘管她知道他曾經給她的女朋友造成了很大的不幸。電影結合了色情、政治、婚姻，以及宗教的素材，內夏特透過一種與眾不同的敘述方法，以生動鮮明的意象地闡述舊時代女性的處境，與當時動盪不定的伊朗政權遙遙相映。更由人文關懷的角度，深入觀察伊朗一段悲傷的歷史，電影中的四個女人，如同伊朗女性一般同為宗教與世俗的犧牲品，因為政治因素而急遽變遷的社會脈絡下，深藏女性心中的孤單與無奈，更期許她們的命運能夠掌握在自己手上。
在內夏特的影像文本中具有多重且強烈的視覺符號，不僅是她個人雙重生命歷程的轉譯，更重要的是要揭露不為世人所知曉的伊朗人民的真實生存狀況。特別是，內夏特以身為伊朗女性的身分，意圖呈現當代伊朗女性所承受的被雙重剝奪與不被理解之關鍵原因：一是世人對伊朗整體人民的誤解，二是伊朗女性在自己國家父權語系下的被壓抑。

## 政治參與
2009年伊朗總統選舉後，同年七月娜夏特加入了在聯合國總部前的絕食三天抗議行動。

## 外部連結
- 詩琳·娜夏特在互联网电影资料库（IMDb）上的資料（英文）